# Diplacodes exilis
Diplacodes exilis – gatunek ważki z rodziny ważkowatych (Libellulidae). Endemit Madagaskaru.